# Florent Rouamba
Florent Rouamba   (Ouagadougou, 31 de desembre de 1986) és un exfutbolista de Burkina Faso de la dècada de 2000.
Fou internacional amb la selecció de futbol de Burkina Faso.
Pel que fa a clubs, destacà a Sheriff Tiraspol.